# Bubble Pop! (canción)
«Bubble Pop!» es una canción grabada y interpretada por la cantante surcoreana Hyuna para su debut de EP del mismo nombre. Fue lanzada como la segunda canción del EP por las compañías discográficas Cube Entertainment y Universal Music el 5 de julio de 2011.La letra fue escrita por Shinsadong Tiger y Choi Kyusung, quienes también compusieron la música. Para promocionar la canción y su EP, Hyuna apareció en varios programas de musicales surcoreanos, incluyendo Music Bank, Show! Music Core e Inkigayo. El 4 de julio se lanzó el videoclip y ha superado los 100 millones de visitas en YouTube, lo que la convierte en la primera artista solista coreana en alcanzar hito.
La canción alcanzó el puesto número 4 en Gaon Digital Chart en su edición semanal y en el número 6 en su edición mensual. La canción también enteró en el número 40 para la lista de fin de año. En 2016, la canción fue parodiada en el episodio de la serie animada Padre de familia «Candy, Quahog Marshmallow». La canción también aparece en el videojuego de danza de 2017 Just Dance 2018.

## Lanzamiento
El 26 de junio de 2011, Cube Entertainment confirmó que Hyuna volvería en julio con un nuevo miniálbum. Así que Revelaron: «La canción del título es una versión mejorada del estilo habitual de Hyuna. Promocionaremos una pista con un ritmo pesado que enfatiza el poderoso estilo de rendimiento de Hyuna».La canción fue lanzada descarga digital y en su EP Bubble Pop! el 5 de julio de 2011.
El 11 de julio de 2011, Hyuna lanzó el videoclip de la canción de «Bubble Pop».

## Rendimiento comercial
«Bubble Pop!» fue un éxito comercial. La canción entró en el número 11 de la lista digital de Circe Digital Chart en la edición de la lista del 3 al 9 de julio de 2011 con 582.760 descargas vendidas y 1.131.218 transmisiones.En su segunda semana, la canción alcanzó el número 4 en la lista con 464.258 descargas vendidas y 1.618.604 transmisiones.La canción se mantuvo en el Top 10 de la lista durante dos semanas consecutivas y un total de once semanas consecutivas en el Top 100 de la lista.La canción alcanzó el puesto número 6 en la lista digital de Gaon durante el mes de julio de 2011.En el mes de agosto, la canción se colocó en el número 26, mientras que en el mes de septiembre se colocó en el número 78.«Bubble Pop!» colocado en el número 40 en el gráfico de fin de año 2011 de Gaon Digital Chart.

## Videoclip y promoción

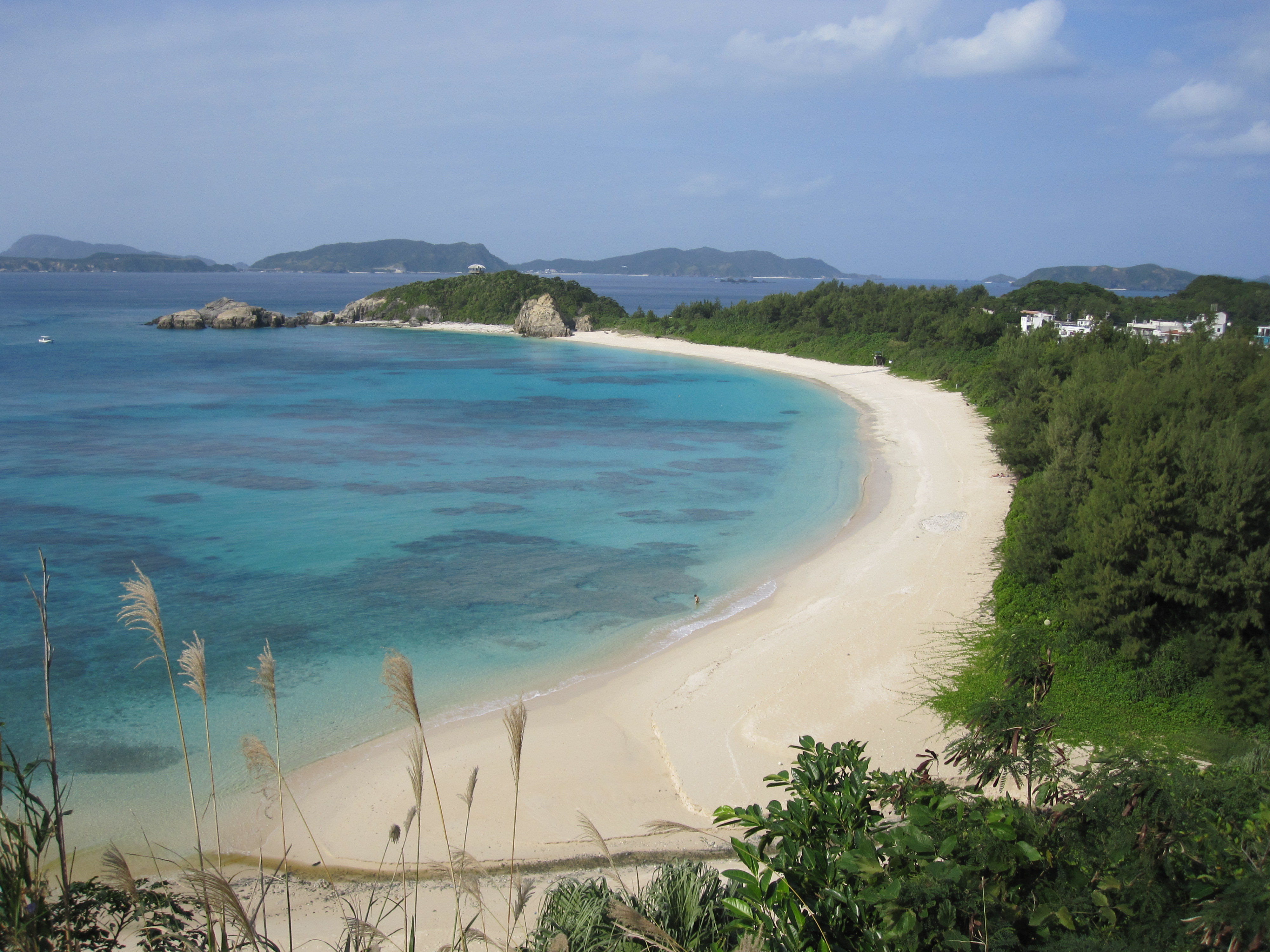
El videoclip de «Bubble Pop!», fue grabado en Okinawa, Japón

El 30 de junio de 2011, se lanzó el teaser del videoclip de «Bubble Pop». El videoclip se filmó a mediados de junio en Okinawa, Japón,y fue lanzado oficialmente el 4 de julio de 2011. El videoclip presenta un breve cameo de Lee Joon de MBLAQ.El videoclip convirtió a Hyuna en la primera cantante solista coreana en alcanzar más de 100 millones de visitas en un solo vídeo de YouTube. Hyuna hizo promoción de su canción «Bubble Pop!» en programas de musicales del 8 de julio de 2011, en Music Bank de KBS, Show! Music Core de MBC, Inkigayo de SBS y M Countdown de Mnet.

## Premios y nominaciones

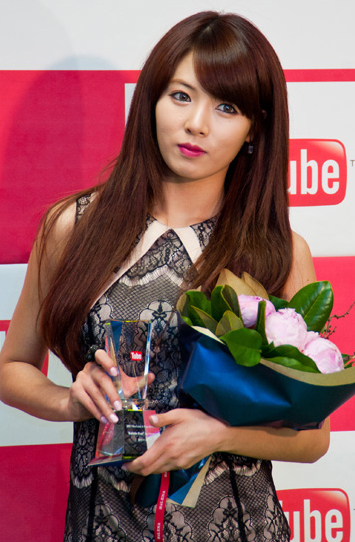
Hyuna en YouTube K-pop Awards, donde ganó el premio Popularity Video Award

### Premios para «Bubble Pop!»
| Año  | Premio                       | Categoría                     | Resultados | Ref.   |
| ---- | ---------------------------- | ----------------------------- | ---------- | ------ |
| 2011 | 2011 Mnet Asian Music Awards | Best Dance Performance – Solo | Ganadora   | [ 9 ]  |
| 2011 | YouTube K-pop Awards         | Popularity Video Award        | Ganadora   | [ 10 ] |

### «Bubble Pop!» en listados
| Publicación   | Lista                                                 | Posición | Ref.   |
| ------------- | ----------------------------------------------------- | -------- | ------ |
| Billboard     | 100 Greatest K-Pop Songs of the 2010s                 | 44       | [ 11 ] |
| Edge Media    | 2011's Top 10 K-pop Songs                             | 1        | [ 12 ] |
| Melon         | Top 100 K-pop Songs of All Time                       | 43       | [ 13 ] |
| Rolling Stone | 100 Greatest Songs in the History of Korean Pop Music | 26       | [ 14 ] |
| Stereogum     | 20 Best K-Pop Videos                                  | 8        | [ 15 ] |
| Spin          | 21 Greatest K-Pop Songs of All Time                   | 2        | [ 16 ] |
| Spin          | Spin's Favorite Pop Tracks of 2011                    | 3        | [ 17 ] |

## Personal
- Hyuna - solista, vocalista, rap
- Shinsadong Tiger - productor, compositor, arreglista, músico
- Choi Kyu-sung - productor, compositor, arreglista, músico

## Posicionamiento en listas

### Listas de semanas
| Lista (2011)                                   | Máxima posición |
| ---------------------------------------------- | --------------- |
| Corea del Sur (Gaon)                           | 4               |
| Corea del Sur (K-pop Hot 100)                  | 9               |
| Estados Unidos World Digital Songs (Billboard) | 10              |

### Lista de mes
| Lista (julio de 2011) | Máxima posición |
| --------------------- | --------------- |
| Corea del Sur (Gaon)  | 6               |

### Lista de fin del año
| Lista (2011)         | Posición |
| -------------------- | -------- |
| Corea del Sur (Gaon) | 40       |